# Црква Вазнесења Господњег у Дреновцу
Црква Вазнесења Господњег у Дреновцу, насељеном месту на територији града Шапца, припада Епархији шабачкој Српске православне цркве.

## Прошлост
Прва позната црква у Дреновцу била је посвећена Светим арханђелима Михаилу и Гаврилу. Налазила се на крају села, на локалитету Каловица и о њој је 1735. године писао Андрија Јоакимовић. Прича се да је ову цркву обновио кнез Шоба пре Првог српског устанка и да су га, због тога, Турци убили на превару. Докле је ова црква постојала није познато, тек 1827. године Јоаким Вујић пише да је у селу видео малу цркву, подигнуту од дрвета, која је била посвећена Светом Георгију и подигнута 1818. или 1819. године. Иконе и књиге су уништене у Првом светском рату, док је црква постојала до 1898. године.

## Садашња црква
Године 1859. године је упућена молба Министарству просвете да одобри градњу цркве, која је завршена 1864. и освештана 1865. године од шабачког епископа Мојсеја. Црква је у Првом светском рату доста оштећена, срушени звоник и кров, књиге и ствари уништене и црква претворена у магацин и обор за говеда.